# Antoni Malczewski

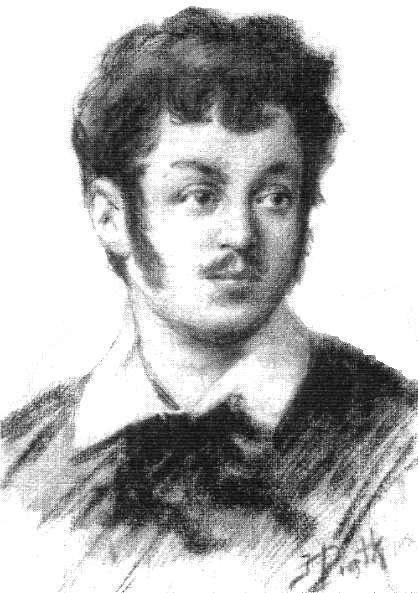
Antoni Malczewski.

Antoni Malczewski, född 3 juni 1793 i byn Kniahynyn nära Dubno eller i Warszawa, död 2 maj 1826 i Warszawa, var en polsk skald. 
Malczewski var son till en generallöjtnant som var innehavare av ett större adelsgods. Han blev artilleriingenjör, men lämnade krigstjänsten redan 1815 och vistades flera år i utlandet, särskilt i Italien, där han 1818 blev bekant med George Gordon Byron i Venedig. Återkommen till hemlandet, invecklades han i ett ödesdigert kärleksförhållande till en gift fränka, vilket förening med fattigdom och sjukdom alldeles bröt hans krafter. 
Malczewskis enda poetiska verk, den romantiska berättelsen Marya (1825; många upplagor; den bästa 1876 med illustrationer av Michał Elwiro Andriolli; smärre utdrag på svenska i Alfred Jensens "Polska skalder", I, 1899), vann först efter hans död förtjänt erkännande. Påverkad av Byron, åt vilken han själv gav uppslaget till "Mazeppa", besjöng Malczewski i "Marya" det polska Ukraina vid 1700-talets slut. Den historiska förebilden till den olyckliga Marya var Gertruda Komorovska, som blev gift med greve Stanisław Szczęsny Potocki och av sin svärfar bragtes om livet.